# Schizomyia cissusaeflorae
Schizomyia cissusaeflorae är en tvåvingeart som beskrevs av Mani 1986. Schizomyia cissusaeflorae ingår i släktet Schizomyia och familjen gallmyggor. Inga underarter finns listade i Catalogue of Life.